# Clash (album)
Clash è uno split album dei cantanti dancehall reggae giamaicani Tenor Saw e Cocoa Tea, pubblicato nel 1985 dall'etichetta discografica Hawkeye Records.
Le prime 6 tracce dell'album appartengono a Tenor Saw, mentre le 6 tracce successive appartengono a Cocoa Tea. Le 6 tracce appartenenti ai rispettivi artisti sono in realtà 3 tracce cantate e 3 versioni dub strumentale delle stesse tracce.

## Tracce
1. Just Love My Woman
2. Woman Dub
3. No Working On Sunday
4. Sunday Dub
5. Run From Progress
6. Progress Dub
7. Nah Give Up
8. Nah Give Up Dub
9. You And I
10. I And I Dub
11. My Time
12. Time Dub

- tracce 1-6 cantante da Tenor Saw, tracce 7-12 cantate da Cocoa Tea.

## Crediti
- Tenor Saw - voce (tracce 1-6)
- Cocoa Tea - voce (tracce 7-12)

### Backing band

#### A-Team band
- Val Douglas - basso
- Anastas Hackett - batteria
- John Allen - tastiere

#### the Roots Radics
- Errol "Flabba" Holt - basso
- Eric "Bingy Bunny" Lamont - chitarra
- Style Scott - batteria